# Krešimir Sakač
Krešimir Sakač (Zemun, 29. rujna 1930. – Zagreb, 27. svibnja 2011.), hrvatski geolog, paleontolog i muzeolog. Suprug hrvatske muzejske djelatnice Andrejke (Andrijane) Žagar-Sakač, stručnjakinje za unionide.

## Životopis
Rođen je 1930. godine u Zemunu. U rodnom Zemunu završio osnovnu školu. Potom prelazi u Zagreb gdje je na II. realnoj muškoj gimnaziji maturirao 1949. godine. Studirao je u Zagrebu i diplomirao 1954. godine na Geološkom odsjeku Prirodoslovno-matematičkog fakulteta. Na Sveučilištu u Zagrebu magistrirao geološke znanosti 1965. godine. Zaposlio se na Institutu za geološka istraživanja 1955. godine. U institutu je radio do 1960. godine. Radio na geološkim istraživanjima diljem države. Od 1961. radi u Geološko-paleontološkom muzeju, u kojem je zajedno s kolegama Ivanom Crnolatcem, Melitom Pavlovskom i Antom Milanom postavio stalni postav 1968., a 1969. promaknut je u kustosa. Postavio niz izložaba o geologiji i paleontologiji u matičnom i drugim muzejima. Od 1978. je muzejski savjetnik, a od 1980. do 1986. ravnatelj muzeja. Do 1995. bio je voditelj Geološko-paleontološkog odjela Hrvatskoga prirodoslovnog muzeja. 
Sa suprugom Andrejkom r. Žagar je dijelio veliki dio radnog i životnog vijeka.
Njegov znanstveni interes bila su istraživanja ležišta boksita i njihova geneza, povijesni aspekti geološke i paleontološke struke u Hrvatskoj, ali i speleologijom (o Josipu Poljaku).  Prikupio je vrijedan paleontološki materijal. Znanstveni i stručni opis čini mu preko stotinjak radova znanstvene i znanstveno-popularne naravi. 
Član Hrvatskoga geološkog društva i Hrvatskoga muzejskog društva, kojem je bio i predsjednik. Član Muzejskog vijeća. 
Preminuo je u Zagrebu 2011., samo osam mjeseci poslije svoje supruge.

## Vanjske poveznice
- DiZbi.HAZU